# Каралобоси
Каралобоси (на македонска литературна норма: Каралобоси) е село в източната част на Северна Македония, община Радовиш.

## География
Селото е разположено в южните склонове на планината Плачковица, северно от Радовиш над село Щурово.

## История
В XIX век Каралобоси е турско село в Радовишка кааза на Османската империя. Според статистиката на Васил Кънчов („Македония. Етнография и статистика“) от 1900 година Карал Оба има 75, а Алил Оба 50 жители турци.
След Междусъюзническата война в 1913 година селото попада в Сърбия.
Според Димитър Гаджанов в 1916 година в Карлал Обаси живеят 103 турци.